# Асикуа
Асикуа (на английски: Acequia) е град в окръг Минидока, щата Айдахо, САЩ. Асикуа е с население от 144 жители (2000) и обща площ от 0,8 km². Намира се на 1270 m надморска височина. ЗИП кодът му е 83350, а телефонният му код е 208.